# Melocactus bellavistensis
Melocactus bellavistensis är en kaktusväxtart som beskrevs av Werner Rauh och Curt Backeberg. Melocactus bellavistensis ingår i släktet Melocactus och familjen kaktusväxter.

## Underarter
Arten delas in i följande underarter:
- M. b. bellavistensis
- M. b. onychacanthus

## Bildgalleri

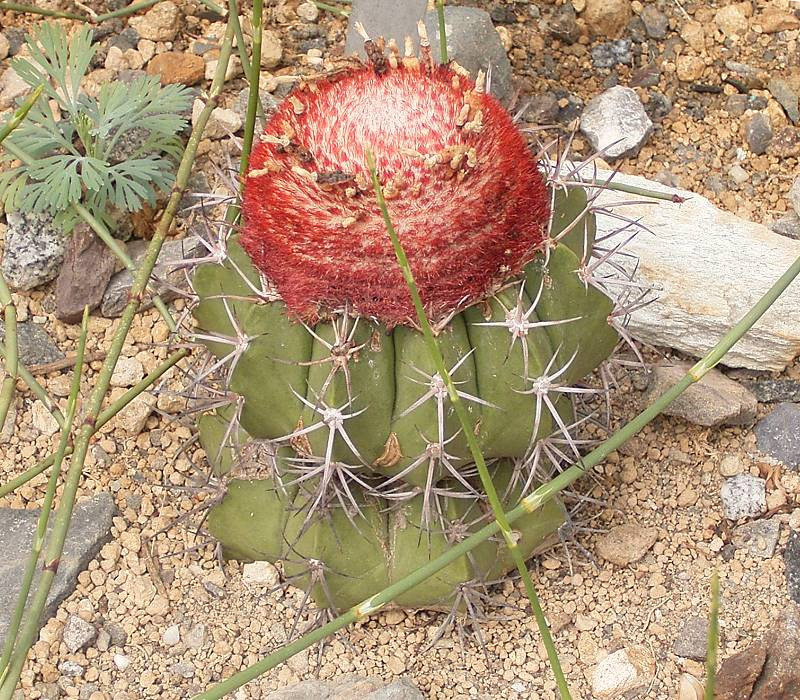